# Alexandre Rodenbach
Vous pouvez aider à l'améliorer ou bien discuter des problèmes sur sa page de discussion.
- Il ne cite pas suffisamment ses sources. Vous pouvez indiquer les passages à sourcer avec {{référence nécessaire}} ou {{Référence souhaitée}}, et inclure les références utiles en les liant aux notes de bas de page. (Marqué depuis mai 2021)
- Il contient une ou plusieurs listes. Le texte gagnerait à être rédigé sous la forme d’un ou plusieurs paragraphes synthétiques, afin d’être plus agréable à lire. (Marqué depuis mai 2021)

- Archive Wikiwix
- Bing
- Cairn
- DuckDuckGo
- E. Universalis
- Gallica
- Google
- G. Books
- G. News
- G. Scholar
- Persée
- Qwant
- (zh) Baidu
- (ru) Yandex
- (wd) trouver des œuvres sur Wikidata

Alexandre Rodenbach (1786-1869) est un industriel et homme politique belge aveugle. Il est connu pour être le fondateur de la brasserie Rodenbach en 1820 et pour son engagement philanthropique au cours de sa carrière pour les aveugles, handicap dont il était lui-même atteint.

## Jeunesse
Alexandre descend d'une famille de chevaliers allemands du Moyen Âge, les Van Rodenbach. Son père Jean a quatre garçons : Ferdinand (1773-1841), Alexandre (1786-1869), Constantin-François (?-1846) et Pierre (?-1848).
Alexandre est né à Roulers en 1786. Atteint de cécité dès l'âge de 11 ans, il s'attachera à développer ses autres sens. Il devient l'élève de Valentin Haüy, puis propagera le système d'écriture et d'enseignement inventé par Haüy.
En 1820, il achète une petite brasserie dans sa ville natale. Cette brasserie prend le nom de Rodenbach et perdurera jusqu'à son rachat en 1998 par Palm Breweries. Une bière hommage de la brasserie s'appelle Alexandre Rodenbach en l'honneur du fondateur.
Il commence son engagement politique vers 1826 dans le mouvement d'opposition catholique contre le roi Guillaume, notamment par des pétitions. Il y gagne le surnom de "l'aveugle de Roulers". Avec ses frères Pierre et Constantin, ils participent à la création du mouvement "Catholique des Pays-Bas".
En parallèle, Alexandre continue ses actions auprès des aveugles en s'impliquant auprès des méthodes d'enseignement et des écoles catholiques.

## Carrière politique
En 1830, Alexandre et son frère Constantin entrent en politique dans le mouvement catholique et congressiste de la chambre des députés. Alexandre sera réélu jusqu'en mai 1866.
Ses frères font également des carrières moins remarquées en politique. Ferdinand est commissaire de l'arrondissement d'Ypres de 1831 à 1841 (date de son décès) ; Constantin est député avec Alexandre puis devient ambassadeur à Athènes; Pierre fait carrière dans l'armée à-partir de 1826, date à laquelle il crée un corps de volontaires, jusqu'au grade de capitaine.
Parmi ses actions en tant qu'homme politique, il participe à la fondation de l'Institut d'aveugles et de sourds-muets à Bruxelles, il gère la crise de typhus et de famine de 1846-1847, il est membre de la commission supérieure d'agriculture de Belgique.
Il meurt à Rumbeke en 1869. Il est le bourgmestre de Rumbeke de 1844 jusqu'à son décès en 1869.

## Œuvres
- 1828 Lettre sur les aveugles
- 1829 Coup d'œil d'un aveugle sur les sourds-muets
- Notice sur la phonographie ou langue musicale télégraphique
- Notices historiques et géographiques sur la ville de Roulers
- Posthume : Aide-Mémoire de l'aveugle de Roulers

## Distinctions
- 1834 Croix de fer
- 1854 Officier de l'ordre de Léopold
- 1855 Commandeur de l'ordre de Charles III
- 1855 Chevalier de Saint-Grégoire le Grand
- 1856 Chevalier du Medjidié de Turquie, de Saint-Maurice de Sardaigne, de Saint-Georges de Parme, du Sauveur de Grèce, de François Ier des Deux-Siciles
- Croix de la Légion d'honneur

### Bibiographies
- V. FRIS, Alexandre Rodenbachh, in: Biographie nationale de Belgique, t. XIX, 1907, col. 585-590
- Jan SCHEPENS, Alexander Rodenbach, in: Lexicon van West-Vlaamse schrijvers, Deel I, Torhout, 1984.
- J. GODDEERIS, Alexander Rodenbach en de Rodenbachs te Roeselare, 1986.
- J. HUYGHEBAERT, Pieter Alexander Rodenbach, in: Nationaal Biografisch Woordenboek, Deel XI, 1986.
- M. DE BRUYNE, De Rodenbachs van Roeselare, 1986.
- M. DE BRUIYNE, In februari 1831 aasde "blinde" Alexander Rodenbach op een "postje, in: Biekorf, 1986.
- Jean-Luc DE PAEPE & Christiane RAINDORF-GERARD, Le Parlement belge, 1831-1894, Brussel, 1996.
- Filip BOUDREZ, Alexander Rodenbach, in: Nieuwe encyclopedie van de Vlaamse Beweging, Tielt, 1998.
- Bruno LIESEN, Alexandre Rodenbach (1786-1869), in: Voir, mei 2000, p. 60-69.